# Pasieczna (wieś w Polsce)
Pasieczna (niem. Zedlitz) – wieś w Polsce położona w województwie dolnośląskim, w powiecie świdnickim, w gminie Jaworzyna Śląska, nad Pełcznicą.

## Podział administracyjny
W latach 1975–1998 miejscowość administracyjnie należała do województwa wałbrzyskiego.

## Historia wsi
W latach 1239–1810 wieś była własnością strzegomskich joannitów.